# Powiat Segeberg
Powiat Segeberg (niem. Kreis Segeberg) – powiat w niemieckim kraju związkowym Szlezwik-Holsztyn. Siedzibą powiatu jest miasto Bad Segeberg.

## Podział administracyjny
W skład powiatu Segeberg wchodzi:
- pięć gmin miejskich
- dwie gminy (niem. amtsfreie Gemeinde)
- osiem urzędów (niem. Amt)

Gminy miejskie:
| Lp. | Nazwa gminy   | Ludność (31.12.2008) | Powierzchnia km² |
| --- | ------------- | -------------------- | ---------------- |
| 1   | Bad Bramstedt | 13.730               | 24,14            |
| 2   | Bad Segeberg  | 15.893               | 18,87            |
| 3   | Kaltenkirchen | 19.868               | 23,10            |
| 4   | Norderstedt   | 71.929               | 58,10            |
| 5   | Wahlstedt     | 9.381                | 15,74            |

Gminy:
| Lp. | Nazwa gminy      | Ludność (31.12.2008) | Powierzchnia km² |
| --- | ---------------- | -------------------- | ---------------- |
| 1   | Ellerau          | 5.673                | 7,093            |
| 2   | Henstedt-Ulzburg | 26.529               | 39,47            |

Urzędy:
| Lp. | Nazwa urzędu       | Ludność (31.12.2008) | Powierzchnia km² | Liczba gmin |
| --- | ------------------ | -------------------- | ---------------- | ----------- |
| 1   | Bad Bramstedt-Land | 10.545               | 186,41           | 14          |
| 2   | Boostedt-Rickling  | 11.918               | 147,16           | 6           |
| 3   | Bornhöved          | 10.584               | 77,92            | 8           |
| 4   | Itzstedt           | 18.701               | 108,30           | 6           |
| 5   | Kaltenkirchen-Land | 10.414               | 115,73           | 6           |
| 6   | Kisdorf            | 10.668               | 88,59            | 9           |
| 7   | Leezen             | 8.391                | 156,00           | 13          |
| 8   | Trave-Land         | 20.066               | 318,34           | 27          |

## Współpraca zagraniczna
- powiat drawski w województwie zachodniopomorskim